# گنادی میسیاتز
گنادی میسیاتز (روسی: Месяц, Геннадий Андреевич؛ زادهٔ ۲۹ فوریهٔ ۱۹۳۶) دانشمند در زمینه الکترونیک اهل اتحاد جماهیر شوروی سوسیالیستی است.
وی همچنین برندهٔ جوایزی همچون لژیون دونور، نشان لنین، و جایزه دولتی اتحاد شوروی شده‌است.